# 缺刻叶诸葛菜
缺刻叶诸葛菜（学名：Orychophragmus violaceus var. intermedius）是十字花科诸葛菜属诸葛菜的变种。分布于中国大陆的河北、湖北、陕西等地，目前尚未由人工引种栽培。